# Eriogyna
Eriogyna é um gênero de mariposa pertencente à família Saturniidae.

## Espécies
- Eriogyna cameronensis
- Eriogyna cidosa
- Eriogyna cognata
- Eriogyna fusca
- Eriogyna luctifera
- Eriogyna melli
- Eriogyna microps
- Eriogyna pearsoni
- Eriogyna pyretorum
- Eriogyna roseata
- Eriogyna tegusomushi
- Eriogyna tonkinensis